# Канди (округ)
Канди (синг. මහනුවර දිස්ත්‍රික්කය, там. கண்டி மாவட்டம்) — один из 25 округов Шри-Ланки. Входит в состав Центральной провинции страны. Административный центр — город Канди.
Площадь округа составляет 1940 км². В административном отношении подразделяется на 20 подразделений.
Население по данным переписи 2001 года составляет 1 279 028 человек. 74,11 % населения составляют сингальцы; 13,14 % — ларакалла; 4,07 % — ланкийские тамилы; 8,10 % — индийские тамилы; 0,17 % — бюргеры; 0,21 % — малайцы и 0,20 % — другие этнические группы. 73,26 % населения исповедуют буддизм; 10,51 % — индуизм; 13,57 % — ислам и 2,63 % — христианство.